# Melanopareia torquata
Melanopareia torquata là một loài chim trong họ Melanopareiidae.